# Aptos Hills-Larkin Valley
Aptos Hills-Larkin Valley è un census-designated place (CDP) degli Stati Uniti d'America situato in California, nella contea di Santa Cruz.